# Laïla Marrakchi
Laila Marrakchi (Casablanca, 10 de diciembre de 1975) es una cineasta marroquí reconocida principalmente por su controversial largometraje de 2005 Marock. La película fue exhibida en la sección Un Certain Regard del Festival Internacional de Cine de Cannes de 2005. Está casada con el director de cine francés Alexandre Aja. Creció en el seno de una familia de clase alta de Casablanca.

## Carrera
Marrakchi nació en Casablanca, Marruecos, en el seno de una familia de clase alta. Obtuvo un DEA en estudios cinematográficos y audiovisuales de la Universidad de París. En el año 2000 dirigió su primer cortometraje, L'horizon perdu, ganador del premio Cipputi y del premio de la ciudad de Turín en el Festival Internacional de Cine de Turín. Dos años después dirigió su segundo corto, Deux cents dirhams, protagonizado por Omar Chenbod, Jamal Lahouissi y Abdelfatah Sail. Momo mambo de 2003 fue su siguiente cortometraje, protagonizado por Mohamed Fellag.
Su primer largometraje, Marock, fue producido en 2004 y exhibido en la sección Un Certain Regard del prestigioso Festival Internacional de Cine de Cannes en su edición de 2005. En el controversial filme, protagonizado por Morjana Alaoui y Matthieu Boujenah, la directora retrata la historia de amor entre una musulmana y un judío y el afán de ambos por luchar contra las convenciones sociales. La película fue bien recibida por la prensa especializada y la audiencia general, otorgándole reconocimiento internacional a la directora.
Pasaron ocho años para que la cineasta dirigiera una nueva película. Rock the Casbah de 2013 fue su siguiente largometraje, en el que contó nuevamente con la participación de la actriz Morjana Alaoui e incluyó en el reparto a la reconocida cineasta y actriz Nadine Labaki. La cita también tuvo una recepción positiva, ganando una mención especial en el Festival Internacional de Cine de Dubái y el premio Signis en el Festival de Cine de Washington D. C.. Entre 2015 y 2016 dirigió cuatro episodios de la serie de televisión Le Bureau des Légendes y en 2017 dirigió el documental para televisión Zwaj El Waqt.

### Actualidad
En 2018 dirigió tres episodios de la serie de televisión Marseille. En diciembre de ese mismo año anunció que se encontraba trabajando en una nueva película, basada en el exitoso libro de Annabel Pitcher Mi hermana vive sobre la repisa de la chimenea.

## Filmografía

### Como directora
- 2018 - Marseille (serie de televisión)
- 2017 - Zwaj El Waqt (documental para televisión)
- 2015 - Le Bureau des Légendes (serie de televisión)
- 2013 - Rock the Casbah
- 2005 - Marock
- 2003 - Momo mambo (cortometraje)
- 2002 - Deux cents dirhams (cortometraje)
- 2000 - L'horizon perdu (cortometraje)
- 2018 - Marseille (serie de televisión - 3 episodios)
- 2020 - The Eddy (serie de televisión - 2 episodios)

## Premios y nominaciones
| Evento                               | Fecha | Categoría          | Producción         | Resultado |
| ------------------------------------ | ----- | ------------------ | ------------------ | --------- |
| Festival de Cine de Turín            | 2000  | Mejor cortometraje | L'horizon perdu    | Ganadora  |
| Festival de Cine Francés de Namur    | 2002  | Mejor cortometraje | Deux cents dirhams | Nominada  |
| Festival de Cine de Tampere          | 2003  | Diploma del mérito | Deux cents dirhams | Ganadora  |
| Festival de Cine de Washington D. C. | 2014  | Premio Signis      | Rock the Casbah    | Ganadora  |